# اندیس گور وفاداری
گور وفاداری یک اندیس فلزی است که در حوالی شهر راور استان کرمان قرار دارد و مادهٔ معدنی موجود در آن، سرب و روی است.